# 三水南駅

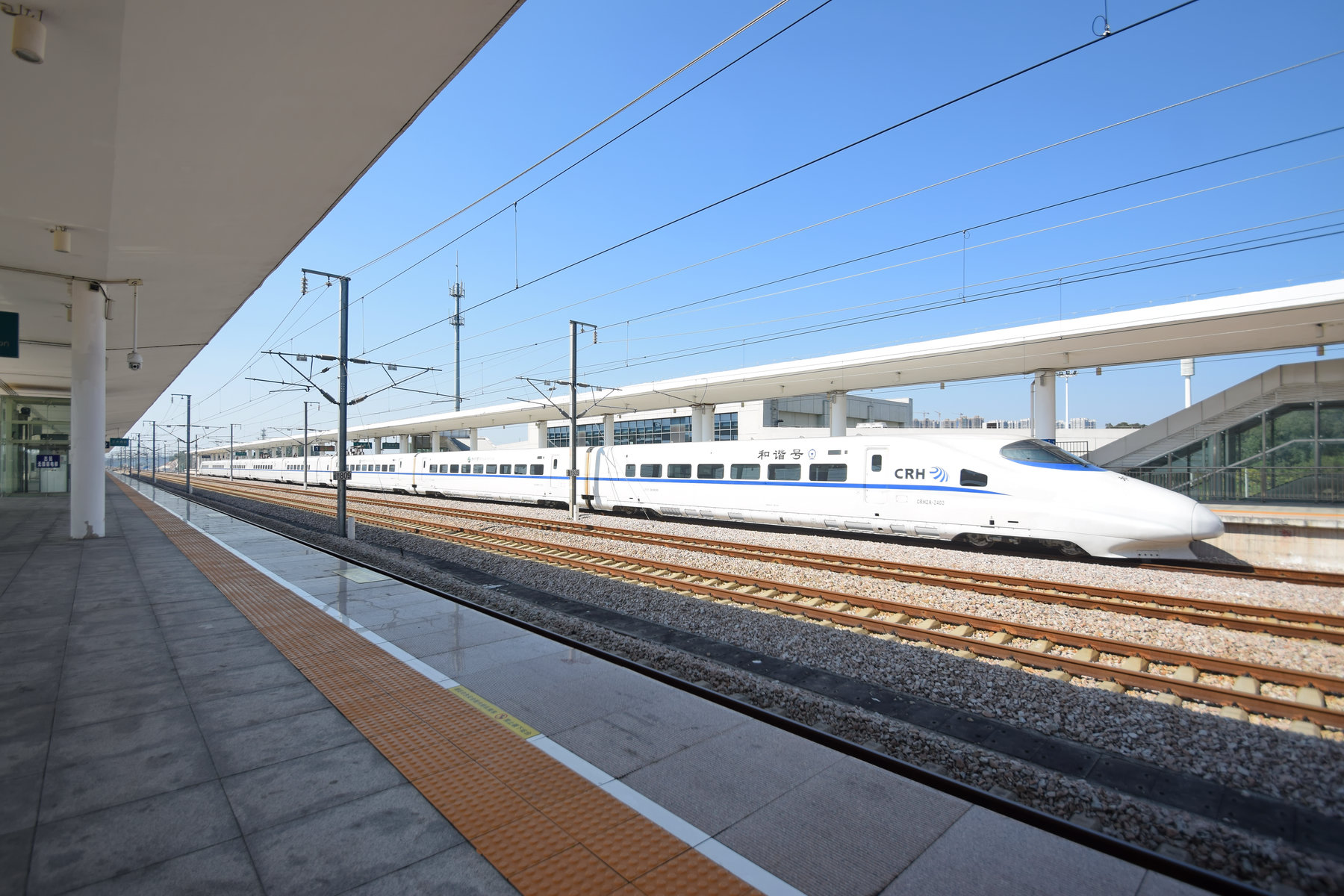
貴陽北から広州南へのD2815 中国高速鉄道CRH2型電車　電気EMUは、三水南駅で停車する。

三水南駅は、中華人民共和国 広東省 仏山市 三水区 西南街道 にあり、南広線 と 貴広旅客専用線の駅で、2014年12月26日に開業し、広州鉄道局の管轄である。 

## 駅周辺
- 洲辺公園
- 文武二帝寺
- 青気プール
- 洲辺学校

## 旅客列車の目的地
| 電車局     | 行き先                                                                 |
| ---------- | ---------------------------------------------------------------------- |
| 成都局集団 | 広州南 、 貴陽北                                                       |
| 広州局集団 | 北海 、 広州 、 広州南 、 桂林北 、 貴陽北 、 南寧東 、 香港西九龍     |
| 南寧局集団 | 北海 、 広州南 、 桂林北 、 柳州 、 南寧 、 南寧東 、 欽州東 、 三江南 |
| 上海局集団 | 広州南 、 南寧東                                                       |

## 歴史
- 2014年12月26日に開業した。

## 隣りの駅
中国国鉄
南広線
肇慶東駅　-　三水南駅　-　仏山西駅

## 参考資料
1. ↑  三水南火車站介紹